# Bajur (Waru)
Bajur is een bestuurslaag in het regentschap Pamekasan van de provincie Oost-Java, Indonesië. Bajur telt 4884 inwoners (volkstelling 2010).